# Cantone di Quero
Il Cantone di Quero è un cantone dell'Ecuador che si trova nella Provincia del Tungurahua.
Il capoluogo del cantone è Santiago de Quero.